# آب‌سنگ حلقوی اتال
آب‌سنگ حلقوی اِتال یک آبخوست و منطقه شهرداری در ایالت چوک، ایالات فدرال میکرونزی است. اتال بخشی از جزایر نوموئی است و در ۲۵۰ کیلومتر جنوب خاوری تالاب چوک قرار دارد.

## آبخوست‌ها
اتال آب‌سنگ حلقوی کوچکی با ۱۷ آبخوست در کناره‌های خود است. بیشتر این آبخوست‌ها محل رشد نارگیل و درخت نان هستند. آبخوست‌های اصلی عبارتند از:
- آبخوست اتال در جنوب خاوری آب‌سنگ حلقوی و بزرگترین جزیره آب‌سنگ حلقوی اِتال است. جزیره اتال به تنهایی، یک منطقه شهرداری است. در سال ۲۰۰۰، ۲۶۷ نفر در آن زندگی می‌کردند.[۴]
- پارانگ در شمال و دومین آبخوست بزرگ.
- اونُن که یک آبخوست جداگانه در کناره غربی است.

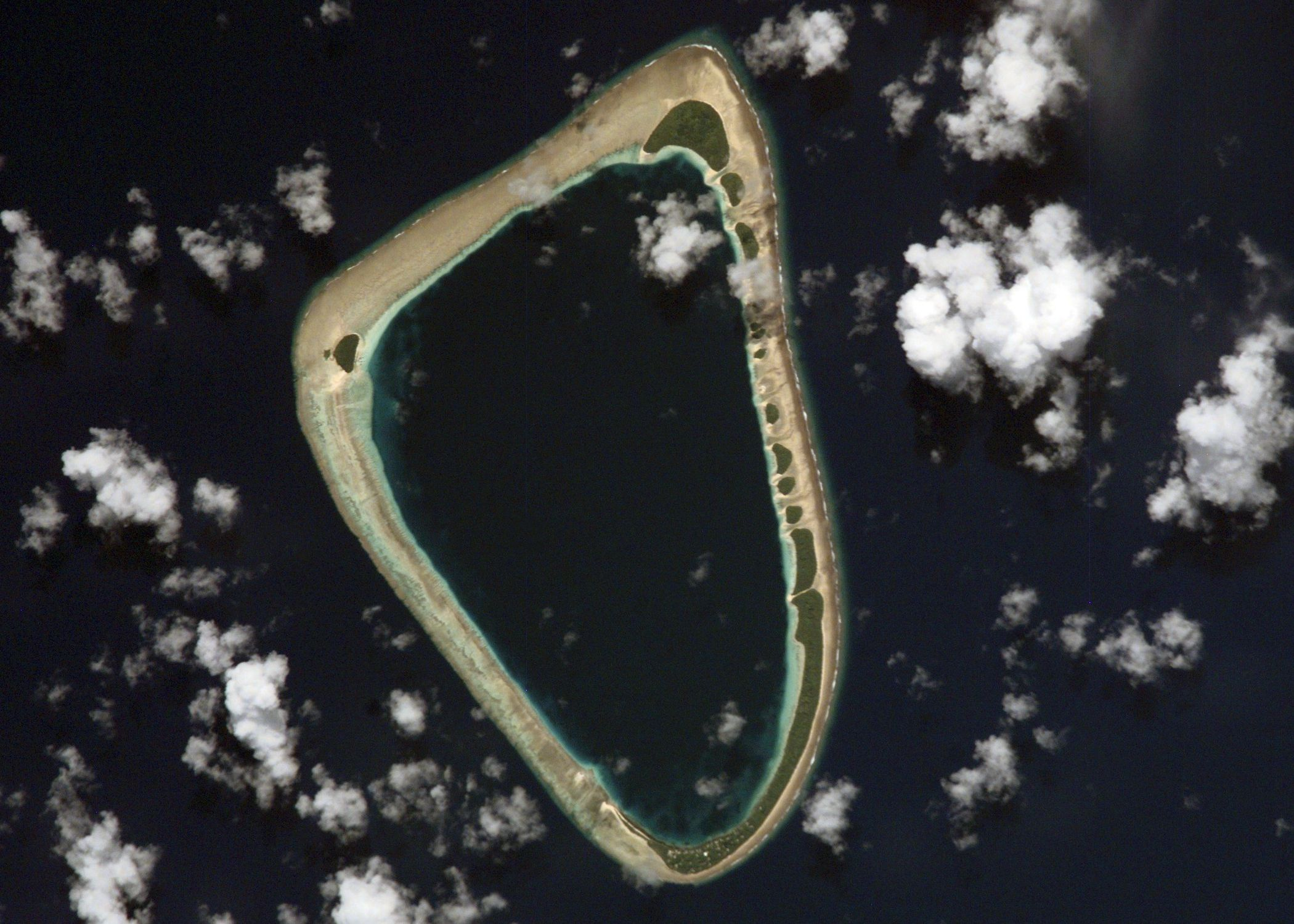
آب‌سنگ حلقوی اِتال از دید ماهواره اداره کل ملی هوانوردی و فضا (ناسا)

## تاریخچه
نخستین اروپایی که به این آبخوست وارد شد، یک کاشف اسپانیایی به نام آلوارو د ساویدرا بود. او مدت کوتاهی پس از اوت ۱۵۲۸ در نخستین تلاش خود برای بازگشت به اسپانیای نو وارد این جزیره شد.